# سام واطسون
سام واطسون (بالإنجليزية: Sam Watson)‏ هو سياسي أسترالي، ولد في 16 نوفمبر 1952 في كوينزلاند في أستراليا.